# Mřenka mramorovaná
Mřenka mramorovaná (Barbatula barbatula; L., 1758) je drobným druhem ryby žijících v Česku. Dříve byla poměrně hojná, ale v důsledku znečišťování toků její početnost výrazně poklesla. Příčin mizení mřenky je celá řada. Významnější je ničení původních koryt říček či potoků a nahrazování původních členitých koryt kanálovitými rýhami sloužícími jen pro odvedení vody z krajiny. Významnou měrou se na jejím úbytku podílí i eutrofizace a zabahnění původně čistých průtočných rybníků včetně jejich stok.

## Synonyma
- Noemacheilus barbatulus
- Orthrias barbatulus

## Popis
Jedná se o drobnou rybku s protáhlým válcovitým tělem, dlouhým až 18 cm. Kolem úst má šest vousků. Tělo mřenky pokrývá hladká kůže. V ní jsou zasazeny drobné hluboko vrostlé šupinky, které se nacházejí pouze na bocích. Zbarvení je dost proměnlivé, ale jeho základem jsou vždy tmavé mramorované skvrny rozptýlené bez jakéhokoli pravidelného uspořádání na světlejším podkladu, jehož základní odstín se mění podle lokality od pískově nahnědlé barvy až po našedlou. Existuje i narůžovělá forma. Skvrny nikdy nevytvářejí pruhy jako je tomu u piskoře, nebo výrazné obdélníky tvořící řadu, což je typické pro sekavce. Ocasní ploutev je uťatá.

## Výskyt
Mřenka mramorovaná obývá pstruhové, lipanové a parmové pásmo. Žije při dně v proudících vodách i v rybnících a jezerech. Vyskytuje se prakticky v celé Evropě vyjma Řecka, Apeninského poloostrova, Skotska a velké části Skandinávského a Pyrenejského poloostrova. Mřenka je rybou dna a v případě vyrušení provádí jen krátké úniky a poskoky, během nichž se snaží ukrýt mezi kameny. Je to způsobeno tím, že má redukovaný plynový měchýř a pohyb ve sloupci jí činí potíže.
V roce 2015 byla nalezena jeskynní forma v jeskynním systému Dunaj–Aach (propadání Dunaje).

## Potrava
Dospělí se živí relativně velkými bentickými bezobratlými, jako jsou korýši, pakomáři a larvy hmyzu.

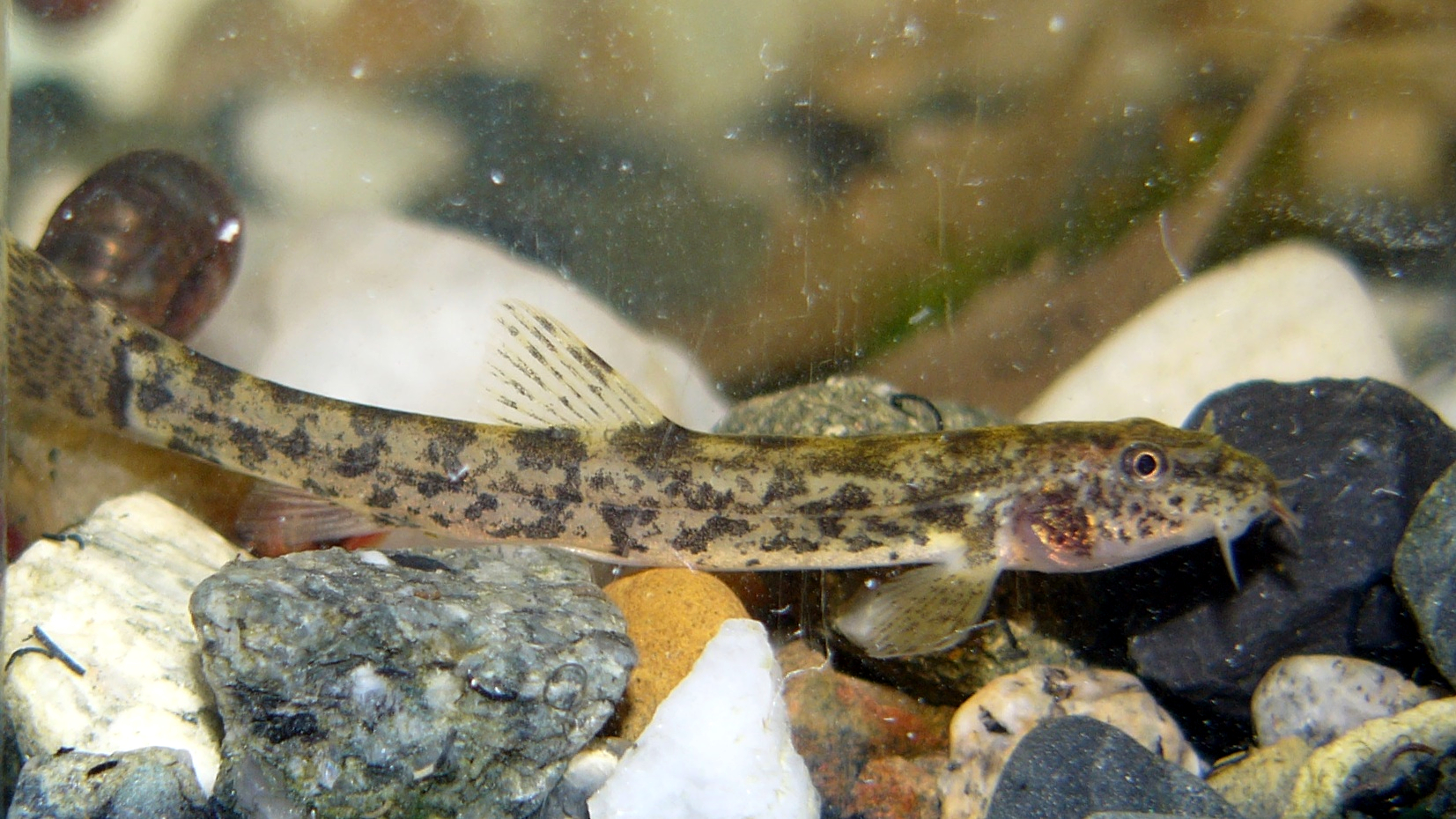
Mřenka mramorovaná

## Rozmnožování
Tření probíhá v období května až července v párech u hladiny, jikry padají ke dnu a lepí se na řasové nárosty na kamenech. Mřenka se může rozmnožovat už ve druhé sezóně svého života. V praxi to znamená, že se výtěru mohou účastnit jedinci, kterým ještě není ani 1 rok a platí to pro obě pohlaví. Podle velikosti samice kolísá počet jiker mezi 3 a 25 tisíci. Larvy jsou bentické.

## Rozměry a růst
Mřenka je jako většina drobných ryb výrazně krátkověkým druhem. Maximální délka života je 4 – 5 let. Rychlost růstu je hodně závislá na podmínkách a bylo zjištěno, že samci rostou o něco rychleji. Pozoruhodný je poměrně rychlý růst v prvním roce života, který je dokonce rychlejší než růst mnoha daleko větších druhů ryb. Zřejmě je tu snaha uniknout alespoň části predátorů a také možnost dosáhnout již v následující sezóně pohlavní dospělosti. Další růst je pak již mnohem pomalejší a mřenky zřejmě investují značnou část získané energie do tvorby pohlavních produktů. Většina mřenek s nimiž se můžeme setkat jsou jedno a dvouleté kusy a čtyřleté nebo starší „trofejní“ exempláře s délkou nad 15 cm jsou nesmírně vzácné.

## Význam
Výraznější hospodářský význam nemá, je však významnou složkou potravy některých jiných druhů ryb. Někdy bývá vzácně ulovena na udici nebo při lovu nástražních rybek čeřínkem.
Slavné „grundle“ údajně připravované z mřenek, se ale dělaly i z řady dalších drobných druhů ryb, například z hrouzků (něm. Gründling).